# Чонць
Чонць, Чонці (рум. Cionți) — село у повіті Горж в Румунії. Входить до складу комуни Бустукін.
Село розташоване на відстані 199 км на захід від Бухареста, 33 км на схід від Тиргу-Жіу, 72 км на північ від Крайови.

## Населення
За даними перепису населення 2002 року у селі проживали 62 особи, усі — румуни. Усі жителі села рідною мовою назвали румунську.